# Verdandi
Verdandi è una delle tre Norne, le figure mitologiche femminili che vivono ai piedi dell'albero del mondo Yggdrasill. Siedono, e tengono le fila del Fato degli uomini, secondo la mitologia norrena.